# Communauté de communes du Nord-Ouest Audois
La Communauté de communes du Nord-Ouest Audois est une ancienne communauté de communes française, qui était située dans le département de l'Aude et la région Languedoc-Roussillon.

## Histoire
La communauté de communes du Nord-Ouest Audois a été dissoute le 1er janvier 2013 et les 9 communes qui la composaient sont entrées dans la nouvelle communauté de communes de Castelnaudary Lauragais Audois.

## Composition
Elle regroupe 9 communes:
| - Les Cassés - Montmaur - La Pomarède - Peyrens - Puginier | - Saint-Paulet - Souilhe - Soupex - Tréville |